# Liste der Bodendenkmale in Westerwalsede
In der Liste der Bodendenkmale in Westerwalsede sind alle Bodendenkmale der niedersächsischen Gemeinde Westerwalsede aufgelistet. Die Quelle ist der Denkmalatlas Niedersachsen. 
Der Stand der Liste ist der 23. November 2024.
Allgemein

Westerwalsede im Landkreis Rotenburg (Wümme)

In den Spalten finden sich folgende Informationen des Bodendenkmales:
Lagegeographische Koordinaten
BezeichnungBezeichnung lt. Denkmalatlas
BeschreibungBeschreibung lt. Denkmalatlas
IDObjekt-ID
BildBild, ggf. zusätzlich mit Link zu weiteren Fotos im Medienarchiv Wikimedia Commons.

## Süderwalsede
| Lage                        | Bezeichnung                | Beschreibung | ID       | Bild |
| --------------------------- | -------------------------- | --- | -------- | ---- |
| 52° 59′ 20″ N, 9° 20′ 45″ O | Süderwalsede 20, Grabhügel | Durchmesser ca. 15 m und Höhe ca. 1,4 m. Abgesetzter Rand. In der Mitte eine Eingrabung.                                                                                                | 28980244 | BW   |
| 52° 59′ 19″ N, 9° 20′ 45″ O | Süderwalsede 21, Grabhügel | Durchmesser ca. 12 m und Höhe ca. 0,5 m. Von Aufforstungsfurchen durchzogen. | 28980245 | BW   |
| 53° 0′ 54″ N, 9° 19′ 46″ O  | Süderwalsede 34, Grabhügel | Durchmesser ca. 15 m und Höhe ca. 1,1 m. Ebenmäßig gewölbt mit abgesetztem Rand; flache Kuppenmulde.                                                                                    | 28980252 | BW   |
| 53° 0′ 52″ N, 9° 19′ 41″ O  | Süderwalsede 35, Grabhügel | Durchmesser ca. 15 m und Höhe ca. 1,1 m. Ebenmäßig gewölbt, Rand abgesetzt. | 28980253 | BW   |
| 53° 0′ 50″ N, 9° 19′ 35″ O  | Süderwalsede 37, Grabhügel | Durchmesser ca. 15 m und Höhe ca. 1,8 m. Rand abgesetzt. In der Mitte 5 × 5 m weite trichterförmige alte Eingrabung bis in den Hügeluntergrund (Raubgrabung?); Abgrabung am Südostrand. | 28980249 | BW   |

### Süderwalsede 3
- ID:28980362
- Ehemals 16 Grabhügel; erhalten sind fünf. Durchmesser 12 – 20 m und Höhe 1,2 – 1,5 m. Drei im Wald und zwei inselartig im Ackerland. Die anderen durch Ackerbau zerstört.

| Lage                       | Bezeichnung     | Beschreibung | ID       | Bild |
| -------------------------- | --------------- | --- | -------- | ---- |
| 53° 0′ 44″ N, 9° 21′ 7″ O  | Süderwalsede 4  | Durchmesser ca. 12 m und Höhe ca. 1,3 m. Ebenmäßig gewölbt; Rand abgesetzt. | 28980364 | BW   |
| 53° 0′ 45″ N, 9° 21′ 6″ O  | Süderwalsede 5  | Durchmesser ca. 13 m und Höhe ca. 1,2 m. Gleichmäßig gewölbt. Rand abgesetzt. Geht am West-Rand in stark abfallenden Hang über.                                                                    | 28980365 | BW   |
| 53° 0′ 55″ N, 9° 20′ 57″ O | Süderwalsede 14 | Durchmesser ca. 13 m und Höhe ca. 1,2 m. Rand abgesetzt. In der Mitte alte, weite Eingrabung. Im Nordosten teilweise einplaniert. Im Südosten abgefahren.                                          | 28980359 | BW   |
| 53° 0′ 54″ N, 9° 20′ 55″ O | Süderwalsede 15 | Durchmesser ca. 12 m und Höhe ca. 1,2 m. Etwas abgeflacht. Rand abgesetzt. Pflanzfurchen. | 28980360 | BW   |
| 53° 0′ 53″ N, 9° 20′ 55″ O | Süderwalsede 18 | Durchmesser ca. 20 m und Höhe ca. 1,5 m. Ebenmäßig, weit; Rand abgesetzt mit umlaufendem, schwachen Absatz. Große bis zu etwa einem Drittel in den Hügel hineinreichende Sandentnahme im Ost-Teil. | 28980369 | BW   |

### Süderwalsede 23
- ID:28980371
- Ursprünglich mindestens acht Grabhügel, davon sechs erhalten; Dm.  8 – 17 m; H. 0,35 – 1,2 m.

| Lage                       | Bezeichnung     | Beschreibung | ID       | Bild |
| -------------------------- | --------------- | --- | -------- | ---- |
| 52° 59′ 8″ N, 9° 22′ 30″ O | Süderwalsede 23 | Durchmesser ca. 11 m und Höhe ca. 0,6 m. Ebenmäßig gewölbt, Rand allmählich auslaufend. Kleine Erdentnahme am West-Rand.                                          | 28980372 | BW   |
| 52° 59′ 8″ N, 9° 22′ 31″ O | Süderwalsede 24 | Durchmesser ca. 10 m und Höhe ca. 0,4 m. Flach, schwach abgesetzter Rand.                                                                                         | 28980373 | BW   |
| 52° 59′ 7″ N, 9° 22′ 32″ O | Süderwalsede 25 | Durchmesser ca. 8 m und Höhe ca. 0,35 m. Flach, Rand flach und etwas verwaschen auslaufend.                                                                       | 28980235 | BW   |
| 52° 59′ 7″ N, 9° 22′ 33″ O | Süderwalsede 27 | Durchmesser ca. 12 m und Höhe ca. 1,2 m. Ebenmäßig gewölbt, Rand abgesetzt. Durch sehr große Tierbaue gestört.                                                    | 28980238 | BW   |
| 52° 59′ 8″ N, 9° 22′ 36″ O | Süderwalsede 29 | Durchmesser ca. 12 m und Höhe ca. 0,5 m. Abgesetzter Rand; in der Mitte muldenartige Eintiefung. Viele kopfgroße Steine auf der Oberfläche sowie herum verstreut. | 28980242 | BW   |
| 52° 59′ 8″ N, 9° 22′ 34″ O | Süderwalsede 30 | Durchmesser ca. 17 m und Höhe ca. 1,1 m. Schwach abgesetzter Rand. An der Ost-Seite teilweise abgetragen.                                                         | 28980243 | BW   |

## Westerwalsede
| Lage                       | Bezeichnung                 | Beschreibung                                                                                       | ID       | Bild |
| -------------------------- | --------------------------- | -------------------------------------------------------------------------------------------------- | -------- | ---- |
| 53° 1′ 39″ N, 9° 21′ 34″ O | Westerwalsede 31, Grabhügel | Durchmesser ca. 16 m und Höhe ca. 0,9 m. Pflugfurchen von Ost nach West. Störung durch Tierbauten. | 28979611 | BW   |
| 53° 2′ 1″ N, 9° 21′ 25″ O  | Westerwalsede 33, Grabhügel | Durchmesser ca. 12 m und Höhe ca. 1 m. Rand fließend auslaufend.                                   | 28977476 | BW   |

### Westerwalsede 10
- ID:28979613
- 18 Grabhügel mit Dm. von 12 – 19 m und H. von 0,2 – 1,5 m, davon einer stark beschädigt.

| Lage                       | Bezeichnung      | Beschreibung | ID       | Bild |
| -------------------------- | ---------------- | --- | -------- | ---- |
| 53° 1′ 13″ N, 9° 21′ 59″ O | Westerwalsede 10 | Durchmesser ca. 13 m und Höhe ca. 0,8 m. Rund. Flach. Rand auslaufend, im Süden und Osten durch Wege gestört. | 28979614 | BW   |
| 53° 1′ 13″ N, 9° 21′ 56″ O | Westerwalsede 11 | Durchmesser ca. 18 m und Höhe ca. 1 m. Rund. Ebenmäßig gewölbt; Rand auslaufend, im Süden durch Weg gestört. Muldenförmige Vertiefung von 0,9 × 0,7 m im Zentrum sowie weitere Einkuhlungen und Kaninchenlöcher. | 28979615 | BW   |
| 53° 1′ 16″ N, 9° 21′ 54″ O | Westerwalsede 12 | Durchmesser ca. 14 m und Höhe ca. 1,1 m. Rund. Ebenmäßig gewölbt, Rand allmählich auslaufend. Im Zentrum schwache Eindellung.                                                                                    | 28977471 | BW   |
| 53° 1′ 15″ N, 9° 21′ 55″ O | Westerwalsede 13 | Durchmesser ca. 15,5 m und Höhe ca. 0,8 m. Rund. Gewölbt, Rand deutlich abgesetzt. | 28977472 | BW   |
| 53° 1′ 18″ N, 9° 21′ 53″ O | Westerwalsede 14 | Durchmesser ca. 16,3 m und Höhe ca. 0,8 m. Rund. Gewölbt, Rand auslaufend. Störung durch viele Tierbauten. | 28977473 | BW   |
| 53° 1′ 15″ N, 9° 21′ 54″ O | Westerwalsede 17 | Durchmesser ca. 12,5 m und Höhe ca. 0,6 m. Rund. Gewölbt, Rand auslaufend. | 28977491 | BW   |
| 53° 1′ 17″ N, 9° 21′ 52″ O | Westerwalsede 18 | Durchmesser ca. 18,3 m und Höhe ca. 0,6 m. Rund. Gewölbt, Rand auslaufend. Mehrere faustgroße Felssteine. | 28977482 | BW   |
| 53° 1′ 14″ N, 9° 21′ 52″ O | Westerwalsede 19 | Durchmesser ca. 15 m und Höhe ca. 0,6 m. Rund. Gewölbt, Rand auslaufend. Tiefe Pflugfurchen und über den Ost-Teil Rodungswall von Nord nach Süd.                                                                 | 28977483 | BW   |
| 53° 1′ 15″ N, 9° 21′ 50″ O | Westerwalsede 20 | Durchmesser ca. 17 m und Höhe ca. 1 m. Rund. Rand allmählich auslaufend. Alte Eindellungen und Pflugfurchen in Nord-Süd-Richtung.                                                                                | 28977484 | BW   |
| 53° 1′ 17″ N, 9° 21′ 49″ O | Westerwalsede 21 | Durchmesser ca. 14 m und Höhe ca. 0,55 m. Rund. Gewölbt, Rand auslaufend. Oberfläche uneben; tiefe Pflugfurchen von Nord nach Süd.                                                                               | 28979619 | BW   |
| 53° 1′ 17″ N, 9° 21′ 46″ O | Westerwalsede 22 | Durchmesser ca. 18,5 m und Höhe ca. 1,3 m. Rund. Gewölbt, Rand abgesetzt. Von Nord nach Süd Pflugfurchen. | 28979620 | BW   |
| 53° 1′ 16″ N, 9° 21′ 40″ O | Westerwalsede 23 | Durchmesser ca. 14 m und Höhe ca. 1 m. Ebenmäßig gewölbt. Rand abgesetzt, im Westen allmählich in natürlichen Hang auslaufend. Einzelne kinderkopfgroße Steine.                                                  | 28979621 | BW   |
| 53° 1′ 14″ N, 9° 21′ 44″ O | Westerwalsede 24 | Durchmesser ca. 19 m und Höhe ca. 1,3 m. Rund. Gewölbt, Rand auslaufend. Tiefe Furchen von Nord nach Süd. | 28977373 | BW   |
| 53° 1′ 13″ N, 9° 21′ 42″ O | Westerwalsede 25 | Durchmesser ca. 21 m und Höhe ca. 2,2 m. Rund. Ebenmäßig gewölbt, Rand stark abgesetzt. Über Süd-Teil ein breiter Weg in Richtung Ost-West. Am Nord-Rand Abtragung.                                              | 28977374 | BW   |
| 53° 1′ 10″ N, 9° 21′ 51″ O | Westerwalsede 26 | | 28977375 | BW   |
| 53° 1′ 10″ N, 9° 21′ 53″ O | Westerwalsede 27 | Durchmesser ca. 12 m und Höhe ca. 0,2 m. Flach, Rand auslaufend. Durch Forstarbeiten sehr verwühlt; Pflanzfurchen von Nord nach Süd.                                                                             | 28979616 | BW   |
| 53° 1′ 15″ N, 9° 21′ 30″ O | Westerwalsede 29 | Durchmesser ca. 19,6 m und Höhe ca. 1,3 m. Rund, von Nord nach Süd Furchen und ein Rodungswall. | 28979618 | BW   |
| 53° 1′ 16″ N, 9° 21′ 30″ O | Westerwalsede 30 | Durchmesser ca. 14,5 m und Höhe ca. 1,5 m. Rund, Gewölbt, Rand schwach auslaufend. Von Nord nach Süd Furchen und ein Rodungswall.                                                                                | 28979610 | BW   |